# Por que a Beleza Importa
Why Beauty Matters (Por que a Beleza Importa) é um documentário britânico de 2009 dirigido por Louise Lockwood e escrito e apresentado pelo filósofo Roger Scruton. Scruton defende a importância e a natureza transcendental da beleza.
O filme fez parte do projeto Modern Beauty Season da BBC, que consistiu em uma série de programas sobre o tema beleza e modernidade, transmitidos durante novembro e dezembro de 2009. Why Beauty Matters estreou na BBC Two em 28 de novembro de 2009. 